# Discothyrea remingtoni
Discothyrea remingtoni är en myrart som beskrevs av Brown 1948. Discothyrea remingtoni ingår i släktet Discothyrea och familjen myror. Inga underarter finns listade i Catalogue of Life.

## Bildgalleri

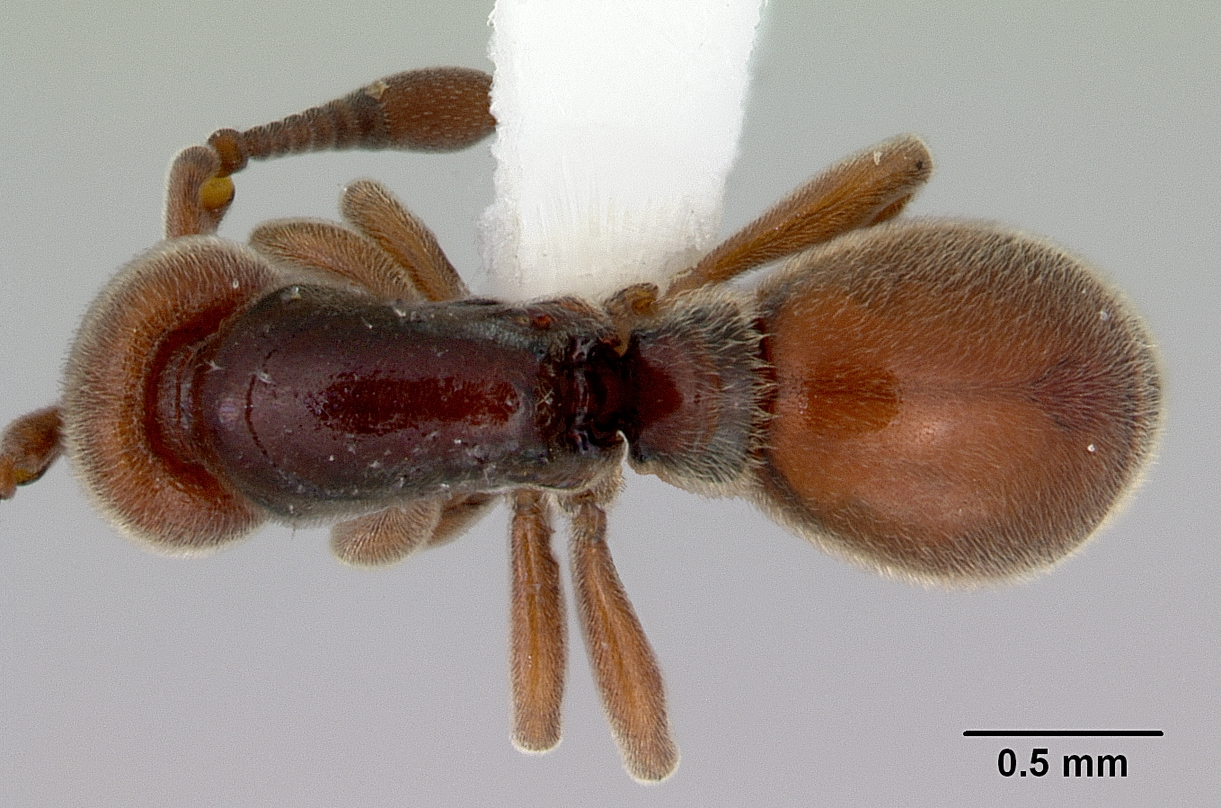
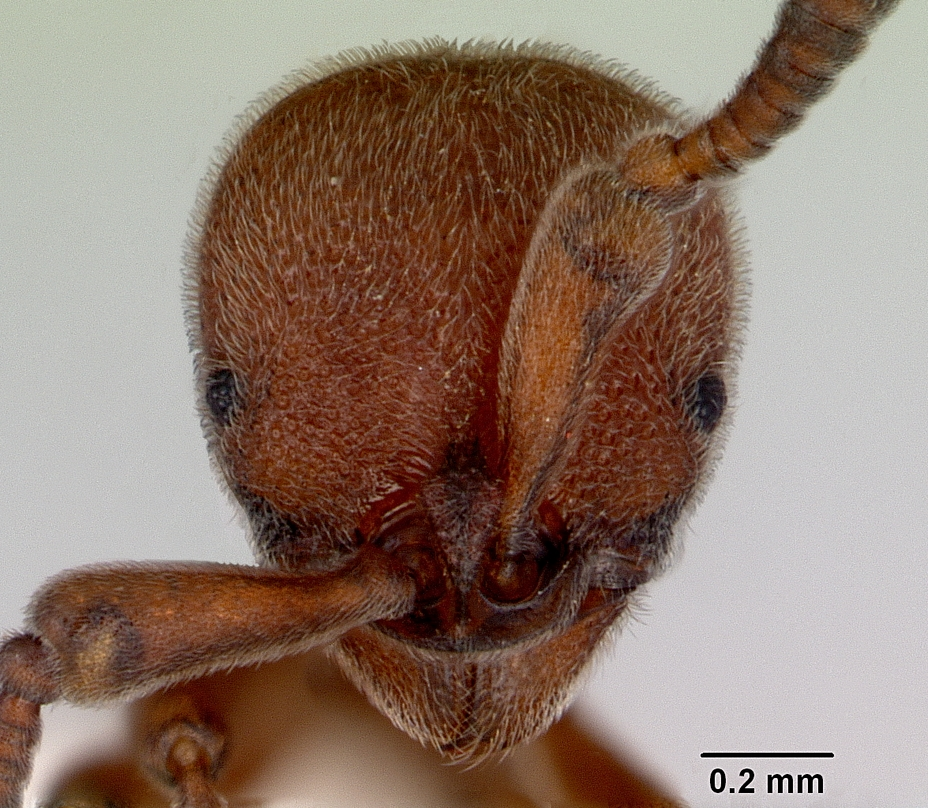
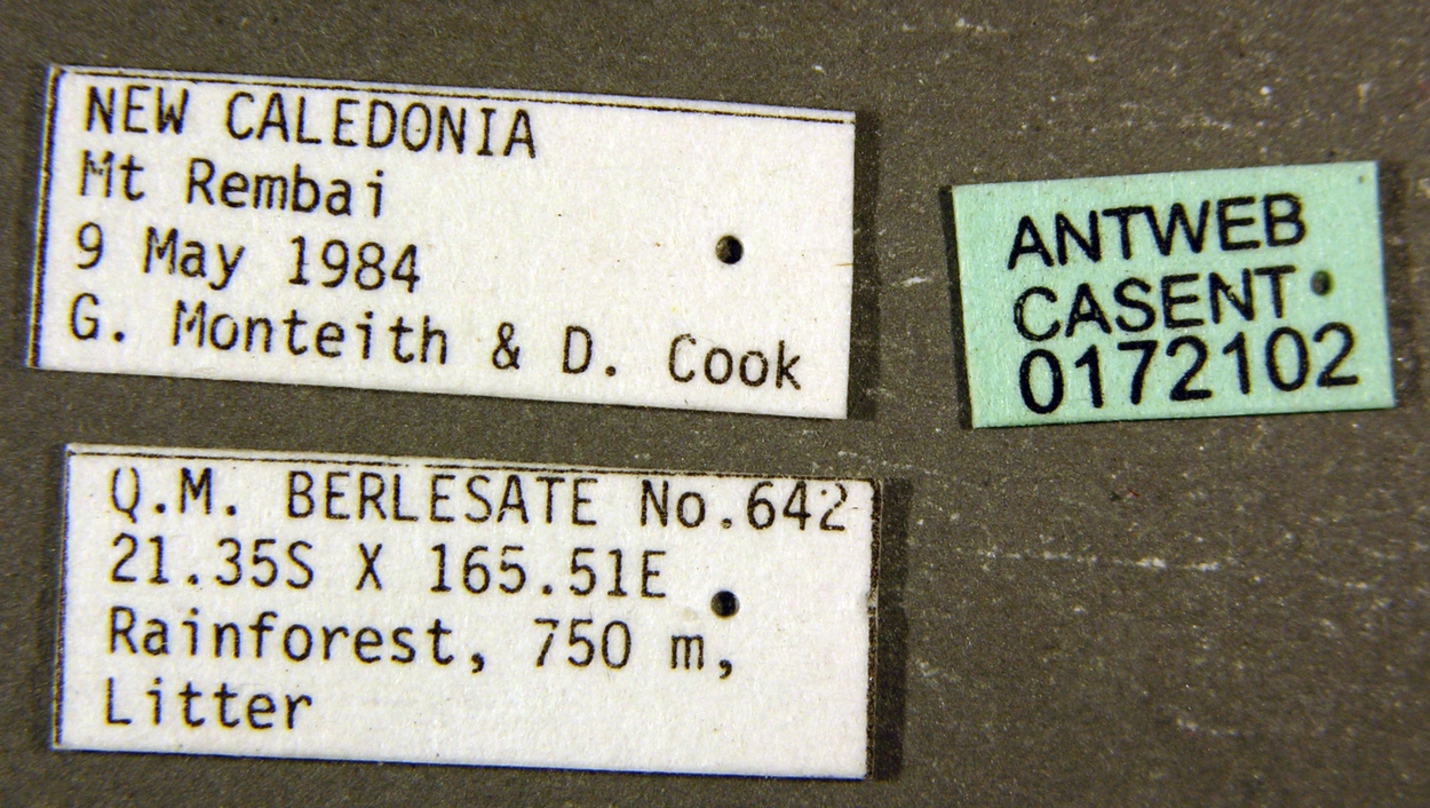
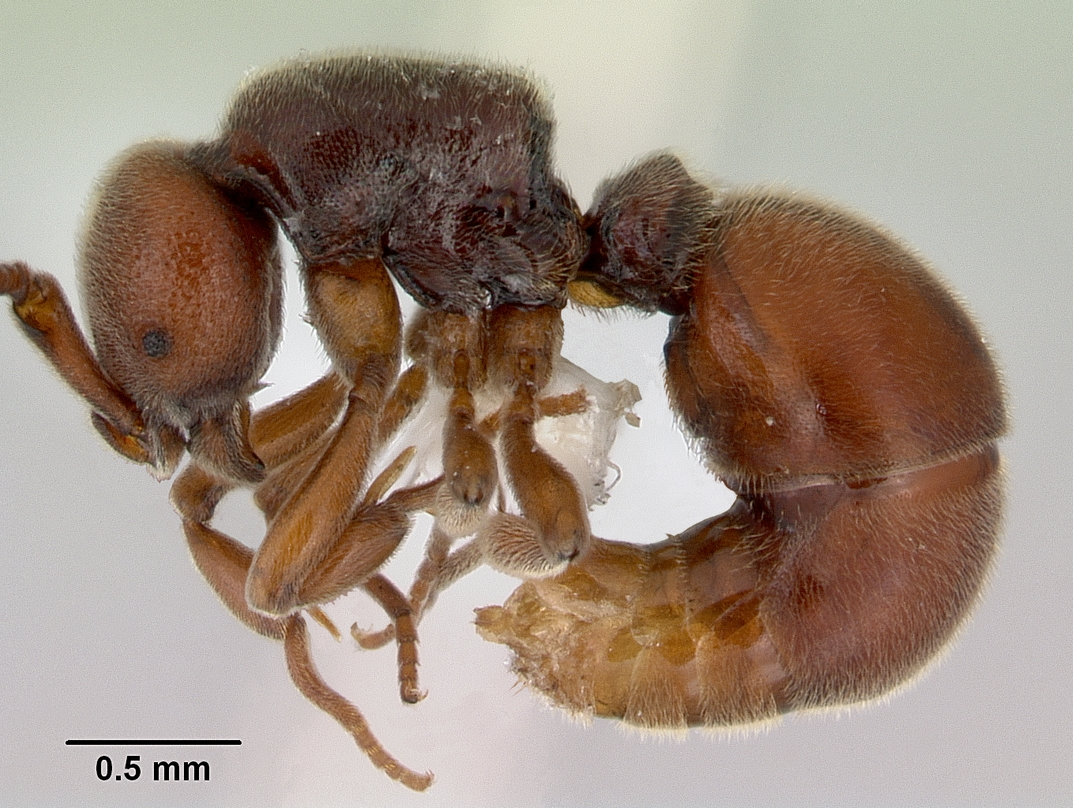
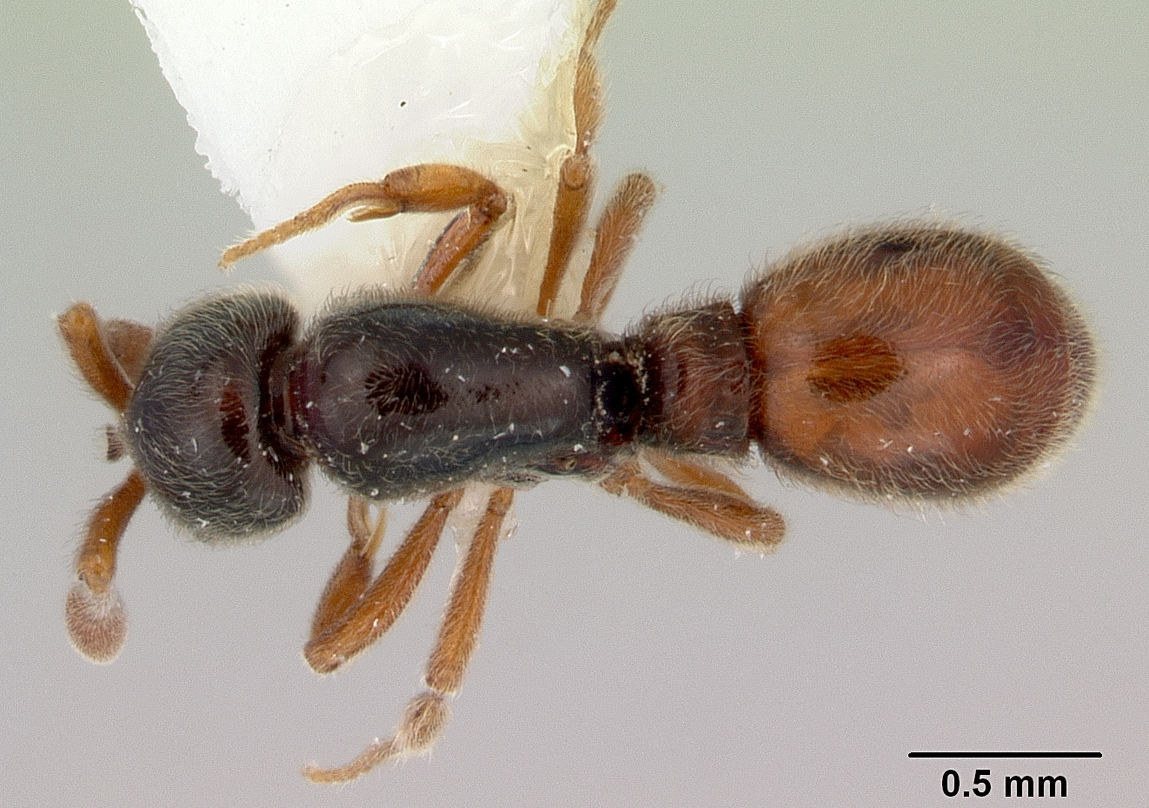
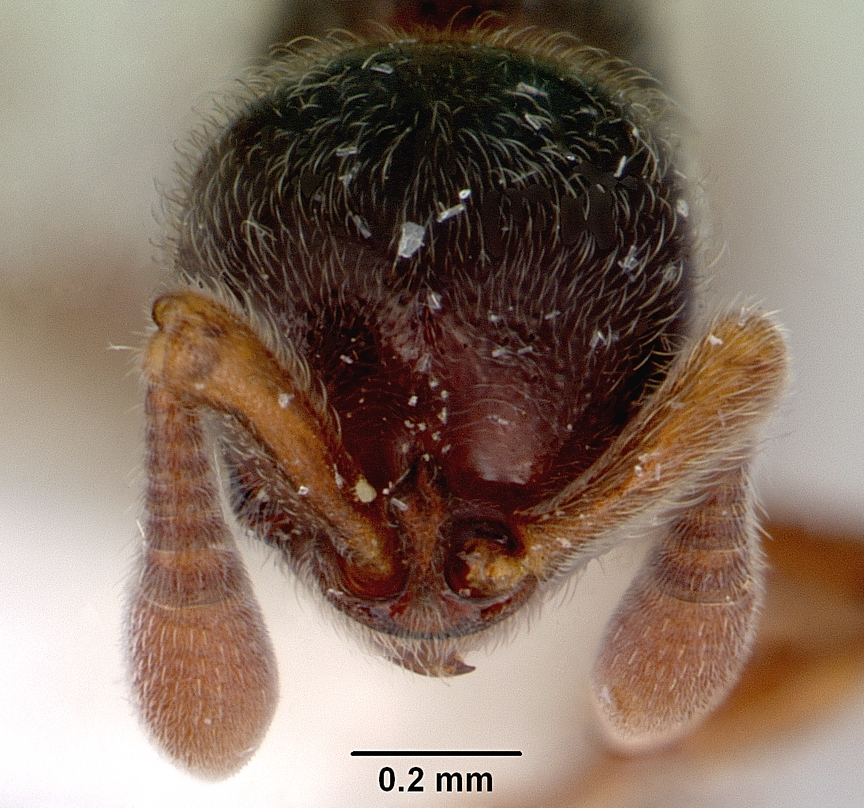